# Ruta de Rhode Island 3
La Ruta de Rhode Island 3, y abreviada R.I. 3 (en inglés: Rhode Island Route 3) es una carretera estatal estadounidense ubicada en el estado de Rhode Island. La carretera inicia en el Sur desde la US 1  en Westerly hacia el norte en la RI 2  en West Warwick, y tiene longitud de 48,4 km (30.1 mi).

## Historia
En 1922, la carretera de Westerly–Providence se le asignó New England Interstate Highway 1A, como una ruta alterna de la New England Interstate Highway 1. La ruta solo estaba pavimentada al norte de Nooseneck Hill. Cuando la Ruta NE 1 se convirtió en la US 1 en 1927, la NE 1A se convirtió en la Ruta 1A (ahora asignada a otra ruta diferente).

## Mantenimiento
Al igual que las autopistas interestatales, y las rutas federales y el resto de carreteras estatales, la Ruta de Rhode Island 3 es administrada y mantenida por el Departamento de Transporte de Rhode Island por sus siglas en inglés RIDOT.

## Cruces
La Ruta de Rhode Island 3 es atravesada principalmente por la RI 138  en Hopkinton.